# 통신매체이용음란죄
통신매체이용음란죄(通信媒體利用淫亂罪)는 대한민국의 성폭력범죄의 처벌 등에 관한 특례법상 성범죄이다. 비공식 약칭은 통매음이다.
음란한 글을 올리거나 타인의 의사에 반해 섹스팅, 폰 섹스에 가까운 행위를 할 경우 이 죄로 처벌된다.

## 본문
- 제13조(통신매체를 이용한 음란행위) 자기 또는 다른 사람의 성적 욕망을 유발하거나 만족시킬 목적으로 전화, 우편, 컴퓨터, 그 밖의 통신매체를 통하여 성적 수치심이나 혐오감을 일으키는 말, 음향, 글, 그림, 영상 또는 물건을 상대방에게 도달하게 한 사람은 2년 이하의 징역 또는 500만원 이하의 벌금에 처한다.

## 같이 보기
- 전화외설증
- 폰 섹스
- 섹스팅
- 성폭력